# Дмитрієвка (Пачелмський район)
Дми́трієвка (рос. Дмитриевка) — селище у складі Пачелмського району Пензенської області, Росія.
Населення — 7 осіб (2010; 7 у 2002).
Національний склад станом на 2002 рік:
- росіяни — 100 %